# Diego Simeone
Diego Pablo Simeone (sinh 28 tháng 4 năm 1970), có biệt danh El Cholo, là một huấn luyện viên và cựu cầu thủ bóng đá Argentina. Ông hiện là huấn luyện viên trưởng của câu lạc bộ Tây Ban Nha Atlético Madrid.
Simeone từng có trên 100 lần khoác áo đội tuyển quốc gia. Ở cấp độ đội tuyển quốc gia, ông từng tham dự các Cúp bóng đá thế giới 1994, 1998 và 2002. Ở cấp độ câu lạc bộ, ông từng chơi cho Vélez Sarsfield, Pisa, Sevilla, Atlético Madrid, Internazionale, Lazio và Racing.

## Sự nghiệp cầu thủ

### Câu lạc bộ
Khi Simeone 14 tuổi, huấn luyện viên đội trẻ là Victorio Spinetto đã đặt cho cậu biệt danh Cholo vì lối chơi mạnh mẽ làm ông nhớ đến cựu cầu thủ Boca Juniors Carmelo Simeone (không có họ hàng với Diego) từng có biệt danh này.
Sau khi khởi đầu sự nghiệp với câu lạc bộ Vélez Sarsfield, Simeone chuyển tới thi đấu cho câu lạc bộ ở Serie A là Pisa vào năm 1990. Câu lạc bộ này phải xuống hạng trong mùa bóng đầu tiên của anh ở đây, Sau khi câu lạc bộ không thăng hạng ở mùa bóng tiếp theo, Simeone được bán cho Sevilla ở Primera División. Simeone chơi hai mùa bóng ở Seville, sau đó anh ký hợp đồng với Atlético de Madrid. Tại Atlético, anh là thành viên của đội bóng giành cú đúp chức vô địch quốc gia và Cúp quốc gia mùa bóng 1995–96.
Năm 1997, Simeone trở lại Serie A khoác áo của Internazionale và chơi tại đây hai mùa bóng, giành được Cúp UEFA 1997–98 với Ronaldo đá tiền đạo. Năm 1999, Simeone chuyển sang Lazio thi đấu cùng các đồng hương Néstor Sensini, Matías Almeyda, Hernán Crespo và Juan Sebastián Verón dưới sự huấn luyện của Sven Göran Eriksson. Đội bóng suýt giành được Scudetto ở mùa bóng trước khi Simeone đến. Anh đã góp phần giúp đội bóng vô địch quốc gia ở mùa đầu tiên có mặt khi Juventus dẫn trước Lazio 2 điểm trước vòng cuối. Ở vòng cuối Juventus thua còn Lazio thắng Reggina trên sân nhà và giành ngôi. Mùa bóng đó Simeone cũng có cú đúp ở Ý khi Lazio vượt qua Inter giành Cúp quốc gia.
Anh chơi ở Roma ba mùa bóng nữa, trong đó ghi một bàn thắng vào lưới đội bóng cũ Inter ở vòng cuối mùa bóng 2001–02, làm đội này hết hi vọng vô địch.
Simeone trở lại Atlético năm 2003, chơi thêm hai mùa bóng nữa rồi rời châu Âu. Anh kết thúc sự nghiệp cầu thủ ở quê nhà với câu lạc bộ Racing.

## Sự nghiệp huấn luyện viên

### Những năm đầu
Simeone kết thúc sự nghiệp cầu thủ của mình ở CLB Racing, chơi trận đấu cuối cùng vào ngày 17 tháng 2 năm 2006, và rồi trở thành huấn luyện viên của chính đội bóng này. Sau một khởi đầu khó khăn, đội đã tạo được ấn tượng ở giai đoạn kết thúc mùa bóng năm 2006. Khi chủ tịch của đội bóng mới được trúng cử, Simeone rời Racing tháng 5 năm 2006 và người thay thế ông là Reinaldo Merlo.
Vào 18 tháng 5, ông trở thành huấn luyện viên trưởng của CLB Estudiantes de La Plata và rồi lập tức dẫn dắt họ đến với danh hiệu đầu tiên sau 23 năm chờ đợi bằng việc đánh bại Boca Juniors 2-1 trong trận chung kết vào ngày 13 tháng 12 năm 2006. Trong tháng 10/2006 ông được bầu chọn là HLV xuất sắc nhất Argentina trong một cuộc thăm dò ý kiến của nhật báo thể thao Ole. Simeone được ca ngợi là "Sinh ra để làm HLV" bởi cựu HLV người Argentina Roberto Perfumo. Simeone rời CLB Estudiantes de La Plata sau khi kết thúc năm 2007, khi mà CLB có một khởi đầu tồi tuy nhiên CLB chiến đấu ngoan cường với thành tích bất bại 9 trận kết thúc mùa bóng. Vào 15 tháng 12 năm 2007, Simeone đã được thông báo là thuyền trưởng của CLB River Plate. Hợp đồng có thời hạn 1 năm, bắt đầu từ ngày 3 tháng 1 năm 2008. Sau khi sớm bị loại khỏi Cup Copa Libertadores sau thất bại trước San Lorenzo ở vòng 2, Simeone và River Plate đã giành chức vô địch Clausura 2008 sau khi đán bại Olimpo 2-1 ở Monumental. Vào ngày 7 tháng 11 năm 2008, Simeone đã từ chức HLV ở River Plate sau khi đội bị loại khỏi tứ kết của Cúp Copa Sudamericana mùa 2008 bởi đội bóng đến từ Mexico Chivas và phong độ tệ hại của đội bóng sau đó khi 10 trận đấu ở giải quốc nội không biết mùi chiến thắng, điều đó đẩy họ xuống vị trí cuối cùng của bảng xếp hạng Primera Division Argentina trước khi giải đấu còn 6 vòng nữa là kết thúc. Vào ngày 15 tháng 4 năm 2009, Simeone thay thế Miguel Angel Russo làm HLV trưởng CLB San Lorrenzo, sau đó câu lạc bộ bị loại từ vòng 1 của cúp Copa Libertadores mùa 2009. Vào ngày 3 tháng 4 năm 2010, HLV này đã rời San Lorenzo với chuỗi thành tích nghèo nàn và làn sóng chỉ trích ông dâng cao.

### Catania/Racing
Vào ngày 19 tháng 1 năm 2011, Simeone bay đến Sicily để gia nhập Catania đang chơi ở giải Seria A, ông thay thế cho Marco Giampaolo vừa rời CLB cách đó ít giờ. Vào 1 tháng 6 năm 2011, ông rời CLB sau khi giúp Catania thoát khỏi xuống hạng. Vào ngày 21 tháng 6 năm 2011, Simeone được xướng danh với tư cách là HLV mới của CLB Racing lần thứ 2 thay thế cho HLV Miguel Angel Russo người vừa từ chức cách đó ít tuần.

### Atlético Madrid

#### Năm đầu tiên
Vào ngày 23 tháng 12 năm 2011, Simeone đã được thông báo là HLV mới của CLB Atletico Madrid, thay thế cho Gregorio Manzano người đã bị sa thải trước đó vài ngày sau khi đội bị thất bại tại vòng 3 trước Albacete Balompie ở Cúp nhà vua Tây Ban Nha. Mùa bóng đầu tiên Simeone đã dẫn dắt toàn đội dành ngôi vô địch Cúp UEFA Europa League sau khi đánh bại Athletic Bilbao với tỉ số 3-0 trong trận chung kết ở Bucharest.
Vào ngày 31 tháng 8 năm 2012 ông giành siêu cúp châu Âu sau khi đánh bại Chelsea với tỉ số 4-1 tại sân vận động Stade Louis II ở Monaco. Vào ngày 17 tháng 5 năm 2013, ông giành thêm cúp nhà Vua cùng Atletico sau khi đánh bại đối thủ Real Madrid 2-1 tại sân vận động Santiago Bernabeu. Simeone dẫn dắt đội giành vị trí thứ ba tại giải La Liga mùa 2012-2013 và ở mùa giải 2013-2014 đội đã kết thúc với ngôi vị vô địch, thành tích tốt nhất của đội bóng kể từ năm 1996.

#### Mùa giải 2013–14
Atletico bắt đầu mùa 2013-2014 với đội hình như mùa bóng trước, mặc dù bán đi ngôi sao của họ Ramadel Falcal cho AS Monaco với giá được thông báo là 60 triệu Euro, và có được David Villa từ Barca từ chuyển nhượng tự do. Khởi đầu mùa bóng với thất bại trước Barcalona ở Siêu cúp Tây Ban Nha 2013, toàn đội lập kỉ lục với 8 trận thắng liên tục ở giải La Liga, một khởi đầu tốt nhất của họ trong lịch sử đội bóng. Trong đó có chiến thắng 1-0 trong chuyến làm khách tại Santiago Bernabeu trước Real Madrid, điều đó làm cho Simeone trở thành HLV đầu tiên của Atletico kể từ khi Claudio Ranieri giành chiến thắng ở đó vào năm 1999. Atletico kết thúc lượt đi với vị trí số một trên bảng xếp hạng La Liga với cùng điểm số với Barca, 47 điểm. Ở vòng cuối cùng của mùa bóng ngày 17 tháng 5, Atletico cần ít nhất một điểm tại Nou Camp khi đối đầu với Barcalona để giành ngôi vô địch La Liga, nếu không có điểm nào, họ sẽ dâng cúp cho Barcalona. Một pha làm bàn bằng đầu của Diego Godin từ quả phạt góc ở phút 48 đưa Atletico gỡ hòa và việc giành được 1 điểm trong trận đấu đó đã giúp Atletico lên ngôi vô địch lần thứ 10, cũng là lần đầu tiên kể từ năm 1996 khi Simeone thi đấu trong màu áo của Atletico. Simeone trở thành HLV Argentina thứ 2 sau Helenio Herrera khi dẫn dắt Atletico vô địch giải đấu quốc nội Tây Ban Nha, và là HLV thứ 2 sau Luis Aragones giành ngôi vô địch trong tư cách cầu thủ lẫn HLV. Năm đó, Atletico đạt 90 điểm tại La Liga, vượt qua kỉ lục của chính họ năm 1996 khi được 87 điểm, đưa mùa bóng 2013-2014 trở thành mùa bóng thành công nhất trong lịch sử CLB.
Atletico kết thúc vòng bảng Champions League với vị trí đầu bảng, và sau đó giành chiến thắng trước A.C. Milan với tổng tỉ số 5-1 tại vòng 1/16. Qua đó giúp họ lần đầu lọt vào tứ kết Champions League kể từ năm 1996-1997. Ở trận tứ kết, Atletico thi đấu trước đội bóng đồng hương Barcalona, và giành chiến thắng với tổng tỉ số 2-1 với chiến thuật của Simeone đó là cắt các đường chuyền 1 chạm của tuyến giữa Barcalona, do đó họ không cho đối thủ có khoảng trống và cô lập Xavi và Iniesta từ Messi và Neymar. Ở trận bán kết, Atletico đánh bại đội bóng Chelsea của Mourinho 3-1 ở Stamford Bridge, và ở trận lượt về họ hòa với không bàn thắng nào được ghi từ 2 đội để hướng đến trận chung kết lần thứ 2 trong lịch sử CLB, lần đầu vào năm 1974. Atletico là đội duy nhất bất bại tại Champions League trước thềm chung kết, với 9 thắng 3 hòa và có hàng thủ tốt nhất, lủng lưới 6 bàn trong 12 trận. Trận chung kết ngày 24 tháng 5, Atletico đối đầu đối thủ cùng thành phố Real Madrid tại Estadio da Luz ở Libon. Mặc dù dẫn trước từ pha đánh đầu của Diego Gordin và kiên cường chiến đầu với đội bóng có ngân sách gấp 5 lần đội mình, toàn đội đã sụp đổ sau bàn thắng gỡ hòa vào phút 93 của trận đấu. Bàn thắng đã phá vỡ tinh thần thi đấu của họ và họ đã chịu thua với tỉ số 4-1 sau khi kết thúc hiệp phụ. Simeone đánh mất cơ hội trở thành HLV Argentina thứ 3 giành được Champions League, sau Luis Carniglia và Helenio Herrera. Sau bàn thắng cuối cùng, cầu thủ Real là Raphael Varane đã sút quả bóng về phía Simeone, làm Simeone tức giận lao ra đường pitch. Ông đã được đẩy lên khán đài và Varane gặp rắc rối sau đó. Sau tình huống đó, Simeone đã nói rằng “Tôi đã gây ra lỗi lầm với phản ứng của mình. Cậu ấy còn trẻ và tương lai còn đang sáng sủa”.Simeone đã thừa nhận trong trận đấu đó có lỗi của mình trong việc để Diego Costa xuất phát trong tình trạng chấn thương và bị thay ra sau 8 phút thi đấu.

### Thống kê khi làm huấn luyện viên
Tính đến 18 tháng 12 năm 2014
| Đội             | Quốc gia | Từ         | Tới      | Thành tích | Thành tích | Thành tích | Thành tích | Thành tích |
| Đội             | Quốc gia | Từ         | Tới      | Tr         | T          | H          | B          | % thắng    |
| --------------- | -------- | ---------- | -------- | ---------- | ---------- | ---------- | ---------- | ---------- |
| Racing          |          | 2/2006     | 5/2006   | 14         | 5          | 3          | 6          | 35.71      |
| Estudiantes     |          | 5/2006     | 12/2007  | 60         | 34         | 15         | 11         | 56.67      |
| River Plate     |          | 12/2007    | 11/2008  | 44         | 20         | 12         | 12         | 45.45      |
| San Lorenzo     |          | 4/2009     | 4/2010   | 48         | 21         | 9          | 18         | 43.75      |
| Catania         |          | 19/1/2011  | 1/6/2011 | 18         | 7          | 3          | 8          | 38.89      |
| Racing          |          | 21/6/2011  | 12/2011  | 20         | 8          | 10         | 2          | 40.00      |
| Atlético Madrid |          | 23/12/2011 | nay      | 174        | 112        | 34         | 28         | 64.37      |
| Tổng            | Tổng     | Tổng       | Tổng     | 378        | 207        | 86         | 85         | 54.76      |

## Danh hiệu

### Cầu thủ

#### Câu lạc bộ
Atlético Madrid
- La Liga: 1995–96
- Copa del Rey: 1996

Internazionale Milan
- UEFA Cup: 1997–98

Lazio
- Serie A: 1999–2000
- Coppa Italia: 1999–2000
- Supercoppa Italiana: 2000
- UEFA Super Cup: 1999

#### Quốc tế
- Copa América: 1991, 1993
- Cúp Liên đoàn các châu lục: 1992
- Cúp Artemio Franchi: 1993
- Huy chương bạc Olympic: 1996

### Huấn luyện viên

#### Câu lạc bộ
Estudiantes
- Primera División Argentina (Apertura): 2006

River Plate
- Primera División Argentina (Clausura): 2008

Atlético Madrid
- La Liga: 2013-14,  2020–21
- Copa del Rey: 2012–13
- Supercopa de España : 2014
- UEFA Europa League: 2011–12, 2017–18
- UEFA Super Cup: 2012, 2018
- Audi Cup: 2017

### Cá nhân
- Huấn luyện viên La Liga của năm: 2013, 2014
- Cúp Miguel Muñoz: 2014